# Le Thuit
Le Thuit ist eine französische Gemeinde mit 143 Einwohnern (Stand: 1. Januar 2022) im Département Eure in der Region Normandie. Sie gehört zum Arrondissement Les Andelys und zum Kanton Les Andelys. 

## Nachbargemeinden
Le Thuit liegt etwa 40 Kilometer südöstlich von Rouen an der Seine.
Nachbargemeinden von Le Thuit sind Cuverville im Norden, Les Andelys im Osten und Südosten, Les Trois Lacs im Süden sowie La Roquette im Westen.

## Bevölkerungsentwicklung
| Jahr                      | 1962 | 1968 | 1975 | 1982 | 1990 | 1999 | 2006 | 2013 |
| Einwohner                 | 89   | 101  | 91   | 84   | 81   | 101  | 122  | 142  |
| Quelle: Cassini und INSEE |      |      |      |      |      |      |      |      |

## Sehenswürdigkeiten
- Kirche Saint-Martin
- Schloss Le Thuit aus dem Jahre 1850

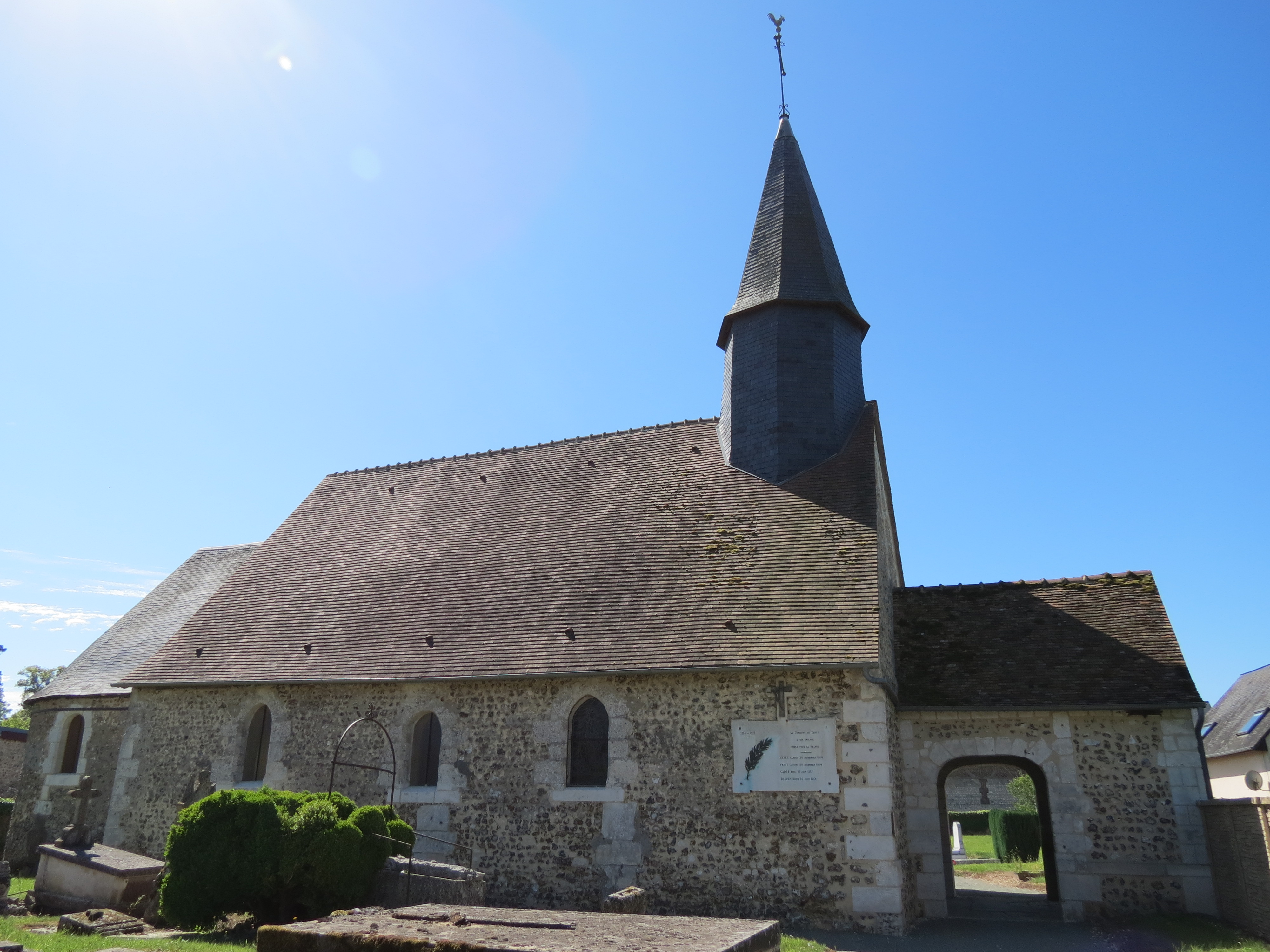
Kirche Saint-Martin
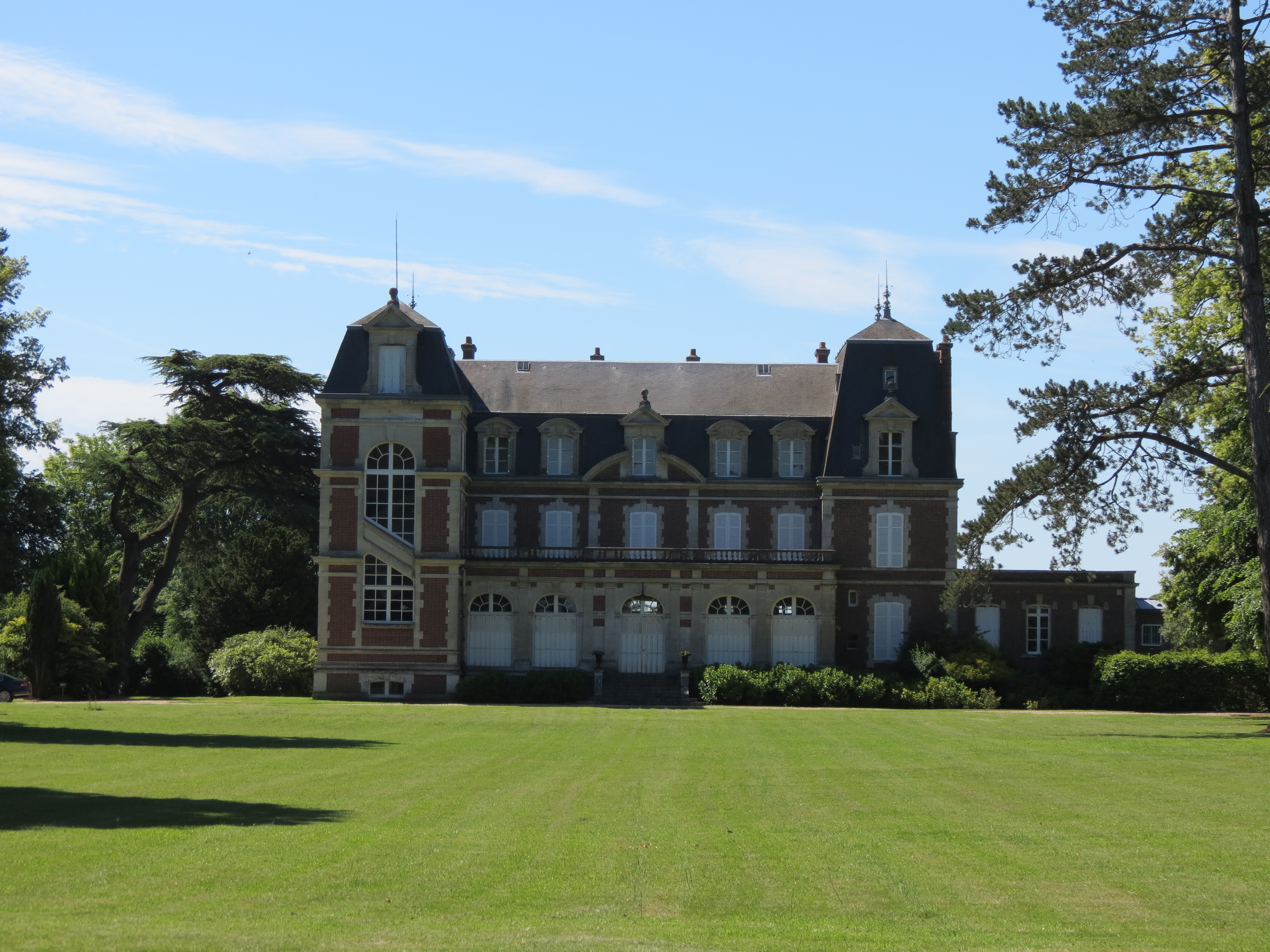
Schloss Le Thuit

## Persönlichkeiten
- René-Nicolas-Charles-Augustin de Maupeou (1714–1792), Kanzler Frankreichs